# マヒヤンガナ
マヒヤンガナ（シンハラ語: මහියංගණය, 英語: Mahiyanganaya）は、スリランカのウバ州バドゥッラ県にあるマハウェリ川沿いの小さな町。釈迦がスリランカで初めて訪れた地とされ、仏教の聖地となっている。

## 歴史
歴史書によると釈迦が悟りを開いてから9ヶ月後、１月の満月の日にこの地を訪れたとされる。この地を訪れた理由は、争う2つの氏族間を仲裁するためであった。またマハウェリ川沿いに建つ仏塔で説教をしたという。この仏塔は2世紀、3世紀にスリランカの王によって拡大され、現在は寺院（マヒヤンガナ寺院）となっている。

## 交通
最寄駅はバドゥッラにあるメインラインのバドゥッラ駅。キャンディ、バドゥッラ、ポロンナルワ、アンパーラなどとは主要道路で結ばれている。